# Микулович, Иван Фёдорович
Иван Фёдорович Микулович (16 сентября 1918, с. Кищина Слобода, Минская губерния, Российская империя — 2016) — советский и белорусский государственный и партийный деятель. Первый секретарь Гродненского обкома КП Беларуси (1968—1972).

## Биография

Иван Фёдорович Микулович (стоит в центре). Сталинград. 1942 г.

Родился в селе Кищина Слобода Минской губернии Российской империи (ныне село в составе Борисовского района Минской области Беларуси).
Учился в зоотехническом техникуме, затем — на лесотехническом рабфаке. В 1952 г. окончил Минский педагогический институт им. М. Горького. В 1958 окончил Высшую партийную школу при ЦК КПСС в Москве. В 1971 защитил диссертацию на соискание учёной степени кандидата исторических наук. Тема диссертации: «Опыт Гродненской областной партийной организации в борьбе за повышение эффективности сельскохозяйственного производства в годы восьмой пятилетки».
С 1940 г. работал учителем физики и математики.
С февраля 1940 г. — в Красной армии. В 1940—1941 гг. — водитель, заместитель политрука роты 7-го отдельного механизированного понтонно-мостового батальона ОдВО.
Член ВКП(б) с 1942 года.
Участник освободительного похода в Бессарабию. Участник Великой Отечественной войны. С 1941 г. — на фронте. В 1941—1943 гг. — политрук роты, секретарь комсомольской организации батальона, заместитель командира роты по политической части на Южном, Юго-Западном, Сталинградском и Донском фронтах.
В 1943 г. окончил курсы переподготовки офицеров политического состава РККА. Имел ранения и контузии. В 1943—1945 гг. — командир отдельного легкопереправочного парка 1-й гвардейской отдельной штурмовой инженерно-саперной бригады 1-го Прибалтийского, 2-го Белорусского фронтов, командир мостовой роты 137-го отдельного механизированного понтонно-мостового батальона. В 1943—1944 гг. участвовал в боях за освобождение Беларуси. Демобилизован в 1946 году.
- 1946—1948 гг. — заведующий военным отделом Барановичского городского комитета КП (б) Беларуси,
- 1948—1954 гг. — второй секретарь Ляховичского, первый секретарь Кореличского райкомов КП (б) Беларуси,
- 1954—1956 гг. — секретарь Гродненского областного комитета КП (б) Беларуси.
- 1958—1960 гг.— секретарь,
- 1960—1963 гг. — второй секретарь Гродненского областного комитета КП Беларуси,
- 1963—1964 гг. — второй секретарь Гродненского сельского областного комитета КП Беларуси,
- 1964—1968 гг. — второй секретарь Гродненского областного комитета КП Беларуси.

С января 1968 по сентябрь 1972 год — первый секретарь Гродненского областного комитета КП Беларуси.
При его непосредственном участии строились азотно-туковый завод (ныне ОАО «Гродно-Азот»), производство капролактама, хлопкопрядильная фабрика и завод химволокна, лакокрасочный завод в Лиде (ныне ОАО «Лидская лакокраска»), мясокомбинаты в Гродно, Волковыске и Лиде, аэропорт в Обухово, телевизионный ретранслятор в Слониме, спроектирован новый драматический театр, возведен курган Славы, открыт мединститут (ныне УО «Гродненский государственный медицинский университет»). Большие успехи были достигнуты в сельском хозяйстве, медицине, образовании, культуре, спорте. Преображались деревни, активно велось жилищное строительство в городах.
В 1972 году переведён на работу в ЦК КП Беларуси.
Избирался депутатом Верховного Совета СССР 8-го созыва, делегатом XXIV съезда КПСС. Дважды избирался депутатом Верховного Совета Белорусской ССР и членом его президиума.

## Награды
- орден Октябрьской Революции
- орден Отечественной Войны I-й степени
- орден Красной Звезды (дважды)
- орден Трудового Красного Знамени (дважды)
- 20 медалей СССР